# Campeonato Mundial de Ciclocrós de 2000
El LI Campeonato Mundial de Ciclocrós se celebró en Sint-Michielsgestel (Países Bajos) el 29 de enero de 2000 bajo la organización de la Unión Ciclista Internacional (UCI) y la Federación Neerlandesa de Ciclismo.

## Medallistas
| Evento    | Oro                                | Plata                       | Bronce                              |
| --------- | ---------------------------------- | --------------------------- | ----------------------------------- |
| Masculino | Richard Groenendaal · Países Bajos | Mario De Clercq · Bélgica   | Sven Nys · Bélgica                  |
| Femenino  | Hanka Kupfernagel · Alemania       | Louise Robinson Reino Unido | Daphny van den Brand · Países Bajos |

### Masculino
| Puesto            | Ciclista            | País         | Tiempo  |
| ----------------- | ------------------- | ------------ | ------- |
| Medalla de oro    | Richard Groenendaal | Países Bajos | 59:57   |
| Medalla de plata  | Mario De Clercq     | Bélgica      | 1:00:35 |
| Medalla de bronce | Sven Nys            | Bélgica      | 1:00:39 |
| 4                 | Adrie van der Poel  | Países Bajos | 1:01:15 |
| 5                 | Wim de Vos          | Países Bajos | 1:01:47 |
| 6                 | Ben Berden          | Bélgica      | 1:02:05 |
| 7                 | Peter Van Santvliet | Bélgica      | 1:02:09 |
| 8                 | Gerben de Knegt     | Países Bajos | 1:02:14 |

### Femenino
| Puesto            | Ciclista             | País           | Tiempo |
| ----------------- | -------------------- | -------------- | ------ |
| Medalla de oro    | Hanka Kupfernagel    | Alemania       | 42:10  |
| Medalla de plata  | Louise Robinson      | Reino Unido    | 43:07  |
| Medalla de bronce | Daphny van den Brand | Países Bajos   | 43:26  |
| 4                 | Laurence Leboucher   | Francia        | 44:13  |
| 5                 | Alison Dunlap        | Estados Unidos | 44:40  |
| 6                 | Corine Dorland       | Países Bajos   | 45:05  |
| 7                 | Ala Yepifanova       | Rusia          | 45:24  |
| 8                 | Carmen Richardson    | Estados Unidos | 45:25  |